# 상지대관령고등학교
상지대관령고등학교(尙志大關嶺高等學校)는 대한민국 강원특별자치도 평창군 대관령면 횡계리에 위치한 사립 고등학교이다.

## 학교 연혁
- 1974년 1월 5일 : 대관령 축산고등학교 인가 (축산과 6학급)
- 1974년 4월 8일 : 개교식
- 1987년 3월 1일 : 학교법인 상지학원으로 변경
- 1993년 9월 1일 : 학칙 변경 인가(보통과 3학급, 정보처리과 3학급)
- 1994년 3월 1일 : 대관령종합고등학교 교명 변경
- 2001년 11월 14일 : 스키부 창단
- 2006년 3월 1일 : 상지대관령고등학교 교명 변경
- 2009년 4월 24일 : 축구부 창단(감독 1명, 코치 1명, 선수 20명)
- 2009년 8월 4일 : 교과교실제 운영학교 선정
- 2014년 7월 11일 : 썰매부 창단
- 2019년 3월 1일 : 정보처리과에서 회계정보과로 학과명 변경
- 2019년 11월 28일 : 고교학점제 선도학교 지정
- 2022년 3월 2일 : 제16대 원신 교장 취임
- 2024년 12월 30일 : 제47회 졸입식 31명(졸업생 누계 2,543명)
- 2025년 3월 4일 : 입학식(25명 입학)

## 설치 학과
- 회계정보과
- 일반학과

## 참고 자료
- 상지대관령고등학교 - 한국교육학술정보원 학교알리미